# سفارة إيطاليا في بولندا
سفارة إيطاليا في بولندا هي أرفع تمثيل دبلوماسي لدولة إيطاليا لدى بولندا. تقع السفارة في وارسو وهي تهدف لتعزيز المصالح الإيطالية في بولندا.

## وصلات خارجية
- الموقع الرسمي
- قائمة سفارات إيطاليا
- قائمة السفارات في بولندا